# Norwegian Air Norway
Norwegian Air Norway är ett norskt lågprisflygbolag och ett fullt integrerat dotterbolag till Norwegian Air Shuttle som använder moderbolagets varumärke. Det grundades 17 juni 2013 och flyger reguljärtrafik från Oslo flygplats, Gardermoen. Alla flygplan är registrerade i Norge.